# Institutul Național de Cercetare-Dezvoltare Turbomotoare
Institutul Național de Cercetare-Dezvoltare Turbomotoare COMOTI este singura unitate specializată din România care integrează activitățile de cercetare științifică, proiectare, producție, experimentare, testare, transfer tehnologic și inovare în domeniul turbomotoarelor de aviație, motoarelor industriale cu turbină cu gaze și mașinilor paletate de turație înaltă.
A fost fondat în anul 1985, sub denumirea de Centrul de Cercetare Științifică și Inginerie Tehnologică pentru Motoare de Aviație – în cadrul fostului institut de aviație INCREST.
În anul 1996, devine Institutul Național de Cercetare-Dezvoltare Turbomotoare – COMOTI.